# کاظم خان قوشچی
کاظم خان قوشچی (زاده ۱۲۴۶ قوشچی - درگذشته ۱۳۰۲ کاظم‌داشی) از رجال سیاسی و نظامی اواخر دوران قاجار و اوایل پهلوی بود.

## زندگی‌نامه
در ابتدای قرن بیستم بر اثر ناتوانی دولت قاجار و ورود ارتش روسیه به آذربایجان و اشغال این خطه، کاظم خان با یاری عده‌ای از جوانان روستاهای محال انزل (قوشچی، قالقاچی، بویداش، گورچین قالا و باری و..) گروه مبارزین را تشکیل داده و توانست در مقابل اشغالگری روسیه از خود ایستادگی نشان دهد و چند پارچه آبادی‌های پیرامون کاظم داشی را پاسداری کند. اولین درگیری کاظم خان و یارانش با ارتش روسیه به سال ۱۹۰۹ میلادی بود که طی آن مبارزین تسلیم نشده و قصبه قوشچی به توپ بسته شد و کاظم خان و افرادش به قلعه قیرخلار که بعدها به اسم این سردار تغییر نام یافت پناه بردند و در طی سال‌ها مبارزه بارها ضربات جدی به ارتش اشغالگر وارد کردند. پس از عقب‌نشینی ارتش روسیه در سال ۱۹۱۷ میلادی به علت بروز انقلاب در این کشور و پسروی اردوی عثمانی نوبت به تاخت و تاز جیلوها به رهبری مارشیمون و کردها به رهبری اسماعیل سیمکو رسید اما با این اوضاع او دژ مستحکم خود را تا پایان ماجرا از دست نداد و به مدت شش سال در مقابل اشرار و اشغالگران از ایستادگی کرد و توانست از جان و مال مردم ستمدیده پاسداری کند. به‌طوری‌که مایحتاج و مواد غذایی آنان را تأمین و با ساختن قایق‌های بیست و سی نفره آن‌ها را از غرب دریاچه اورمیه به کرانه خاوری آن (تبریز) انتقال دهد.
گروه مبارزین به رهبری کاظم خان و فرماندهانی چون داداش بیگ، علی اکبر وکیل باشی، اژدرخان، جانعلی بیگ، امیر ارشد خان قراجه داغی و سیصد اسب سوار که تحت تعلیم محمد افندی به سر می‌بردند با وجود ایستادگی‌های خود و اقدامات لازم آسیب‌های جدی به دشمن وارد کردند.